# Curveball

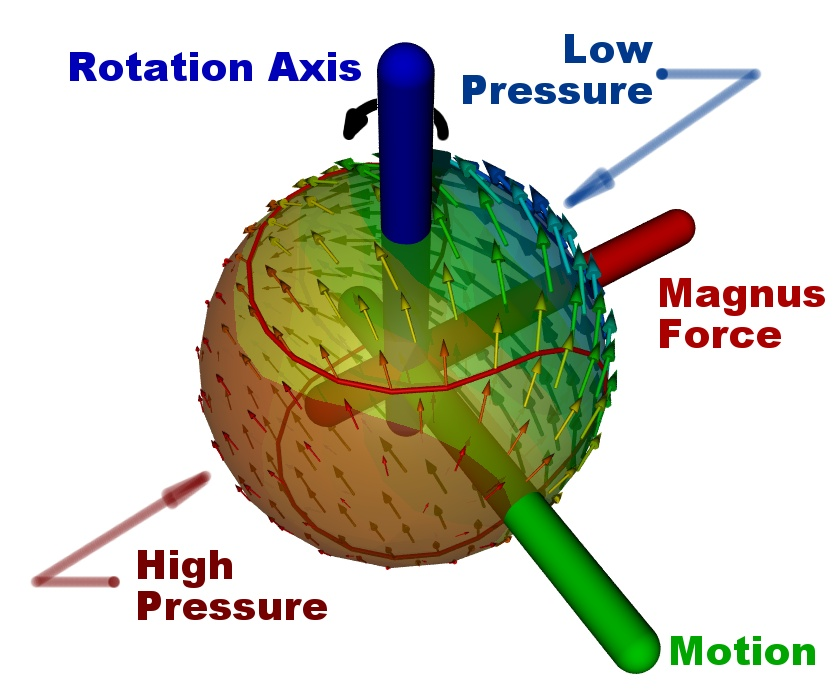
Der Magnus-Effekt

Der Curveball (engl.: Ball, der bogenförmig vom Werfer zum Schlagmann geworfen wird) bezeichnet einen Wurf des Pitchers im Sportspiel Baseball. Hierbei versucht der Werfer, den Ball durch eine bestimmte Bewegung der Hand und der Finger so zu werfen, dass er in eine Rotation gerät. Dieser Drall sorgt dafür, dass der Ball in einem Bogen fliegt, was dem Schlagmann (Batter) das Schlagen des Balles erschweren soll.

## Formen des Curveballs
Entweder
- wird der Ball in Richtung der Strikezone geworfen, und dieser bricht dann von der geraden Flugbahn weg oder
- der Ball wird außerhalb der geraden Linie zur Strikezone geworfen und fliegt dann, durch den Effet getrieben, in den regulären Bereich.

Bei beiden Versionen wird dem Schlagmann das Treffen des Balls erschwert. Pitcher und der Catcher vereinbaren vor dem Wurf durch versteckte Handzeichen, welcher Ball geworfen werden soll. Dabei ist es auch wichtig, welcher Schlagmann am Schlagmal steht, denn es werden meist solche Bälle geworfen, mit denen der jeweilige Gegner erfahrungsgemäß Probleme hat.

Rotation des geworfen Curveballs

## 12-6 Curveball
Eine besonders wirkungsvolle Variante des Curveballs ist der 12-6 Curveball. Er wird mit einem Topspin geworfen, dessen Drehachse quer zum Werfer steht (d. h. waagerecht zum Boden und im rechten Winkel zur Flugrichtung), so dass die Rotation genau senkrecht abläuft. Dies sieht für den Schlagmann so aus, als würde der Baseball in einer geraden Linie nach unten ausbrechen, die in einer imaginären Uhr von „12 Uhr nach 6 Uhr“ verläuft. Ein 12-6 Curveball ist schwer zu schlagen, da es keine Horizontalbewegung gibt, und selbst bei Kontakt mit dem Ball der Sweet Spot des Baseballschlägers selten getroffen wird.

## Weblink
- Karen Klinger, THE MOUND`S MYSTERIES SOLVED, Chicago Tribune vom 7. Juni 1987